# شوغو نيشيكاوا
شوگٌ نيشيكاوا (باليابانية: 西川 周吾) (27 مايو 1977 في إيشيكاوا في اليابان – )؛ هو لاعب كرة قدم ياباني سابق كان يلعب كلاعب وسط.

## وصلات خارجية
- شوغو نيشيكاوا على موقع رابطة كرة القدم اليابانية للمحترفين (اليابانية)